# تیم ملی بسکتبال مردان باهاما
تیم ملی بسکتبال باهامانماینده باهاما در مسابقات بین المللی است.